# Liste der Nummer-eins-Hits in Neuseeland (2025)
Dies ist eine Liste der Nummer-eins-Hits in Neuseeland im Jahr 2025. Sie basiert auf den offiziellen Single und Album Top 40, die im Auftrag von Recorded Music NZ, dem neuseeländischen Vertreter der IFPI, ermittelt werden.

## Singles
| ← 2024 ← | Liste der Nummer-eins-Hits in Neuseeland | Liste der Nummer-eins-Hits in Neuseeland  | Liste der Nummer-eins-Hits in Neuseeland |                           |
| \| Zeitraum \| Wo. ges. \| Interpret \| Titel Autor(en) \| Zusätzliche Informationen \| \| (Zeitraum, Wochen auf Platz eins, Interpret, Titel, Autor[en], zusätzliche Informationen) \| \| \| \| \| \| ----------------------------------------------------------------------------------------- \| -------- \| ----------------------------------------- \| ------------------------------------------------------------------------------------------------------------------------------------------------------------------------------------------------------------------------------------------ \| ------------------------- \| \| 27. Dezember 2024 – 2. Januar 2025 1 Woche \| 1 \| Wham! \| Last Christmas George Michael \| – \| \| 3. Januar 2025 – 30. Januar 2025 4 Wochen (insgesamt 11) \| 11 \| Rosé & Bruno Mars \| Apt. Theron Makiel Thomas, Philip Martin Lawrence II, Michael Donald Chapman, Peter Gene Hernandez, Christopher Steven Brown, Rogét Lufti Chahayed, Park Chae-young, Nicholas Barry Chinn, Omer Fedi, Henry Russell Walter, Amy Rose Allen \| – \| \| 31. Januar 2025 – 13. Februar 2025 2 Wochen \| 2 \| Chrystal \| The Days Leon Kirschnek, Chrystal Jade Ruby Opal Orchard \| – \| \| 14. Februar 2025 – 20. März 2025 5 Wochen (insgesamt 6) \| 6 \| Kendrick Lamar feat. SZA \| Luther Marvin Pentz Gaye Jr., Atia Chade Boggs, Samuel Joseph Dew, Kendrick Lamar Duckworth, Solána Imani Rowe \| – \| \| 21. März 2025 – 27. März 2025 1 Woche \| 1 \| Doechii \| Anxiety Jaylah Ji’mya Hickmon, Walter Andre E. De Backer, Luiz Floriano Bonfá \| – \| \| 28. März 2025 – 1. Mai 2025 5 Wochen (insgesamt 15) \| 15 \| Alex Warren \| Ordinary Alexander Warren Hughes, Adam Yaron, Caleb Shapiro, Margaret Elizabeth Chapman \| – \| \| 2. Mai 2025 – 8. Mai 2025 1 Woche \| 1 \| Lorde \| What Was That Ella Marija Lani Yelich-O’Connor, James Harmon Stack \| – \| \| 9. Mai 2025 – 17. Juli 2025 10 Wochen (insgesamt 15) \| 15 \| Alex Warren \| Ordinary Alexander Warren Hughes, Adam Yaron, Caleb Shapiro, Margaret Elizabeth Chapman \| – \| \| 18. Juli 2025 – 24. Juli 2025 1 Woche (insgesamt 4) \| 4 \| Huntr/x feat. Ejae, Audrey Nuna & Rei Ami \| Golden Kim Eun-jae, Mark Sonnenblick \| – \| \| 25. Juli 2025 – 31. Juli 2025 1 Woche \| 1 \| Justin Bieber \| Daisies Carter Lang, Daniel Chetrit, Dijon Duenas, Dylan Patrice Wiggins, Eddie Benjamin, Justin Drew Bieber, Michael Gordon, Tobias MacDonald Jesso Jr. \| – \| \| 1. August 2025 – 21. August 2025 3 Wochen (insgesamt 4) \| 4 \| Huntr/x feat. Ejae, Audrey Nuna & Rei Ami \| Golden Kim Eun-jae, Mark Sonnenblick \| – \| |                                          |                                           | |                           |
| ← 2024 |                                          |                                           | |                           |
| Zeitraum | Wo. ges.                                 | Interpret                                 | Titel Autor(en) | Zusätzliche Informationen |
| (Zeitraum, Wochen auf Platz eins, Interpret, Titel, Autor[en], zusätzliche Informationen) |                                          |                                           | |                           |
| 27. Dezember 2024 – 2. Januar 2025 1 Woche | 1                                        | Wham!                                     | Last Christmas George Michael | –                         |
| 3. Januar 2025 – 30. Januar 2025 4 Wochen (insgesamt 11) | 11                                       | Rosé & Bruno Mars                         | Apt. Theron Makiel Thomas, Philip Martin Lawrence II, Michael Donald Chapman, Peter Gene Hernandez, Christopher Steven Brown, Rogét Lufti Chahayed, Park Chae-young, Nicholas Barry Chinn, Omer Fedi, Henry Russell Walter, Amy Rose Allen | –                         |
| 31. Januar 2025 – 13. Februar 2025 2 Wochen | 2                                        | Chrystal                                  | The Days Leon Kirschnek, Chrystal Jade Ruby Opal Orchard | –                         |
| 14. Februar 2025 – 20. März 2025 5 Wochen (insgesamt 6) | 6                                        | Kendrick Lamar feat. SZA                  | Luther Marvin Pentz Gaye Jr., Atia Chade Boggs, Samuel Joseph Dew, Kendrick Lamar Duckworth, Solána Imani Rowe | –                         |
| 21. März 2025 – 27. März 2025 1 Woche | 1                                        | Doechii                                   | Anxiety Jaylah Ji’mya Hickmon, Walter Andre E. De Backer, Luiz Floriano Bonfá | –                         |
| 28. März 2025 – 1. Mai 2025 5 Wochen (insgesamt 15) | 15                                       | Alex Warren                               | Ordinary Alexander Warren Hughes, Adam Yaron, Caleb Shapiro, Margaret Elizabeth Chapman | –                         |
| 2. Mai 2025 – 8. Mai 2025 1 Woche | 1                                        | Lorde                                     | What Was That Ella Marija Lani Yelich-O’Connor, James Harmon Stack | –                         |
| 9. Mai 2025 – 17. Juli 2025 10 Wochen (insgesamt 15) | 15                                       | Alex Warren                               | Ordinary Alexander Warren Hughes, Adam Yaron, Caleb Shapiro, Margaret Elizabeth Chapman | –                         |
| 18. Juli 2025 – 24. Juli 2025 1 Woche (insgesamt 4) | 4                                        | Huntr/x feat. Ejae, Audrey Nuna & Rei Ami | Golden Kim Eun-jae, Mark Sonnenblick | –                         |
| 25. Juli 2025 – 31. Juli 2025 1 Woche | 1                                        | Justin Bieber                             | Daisies Carter Lang, Daniel Chetrit, Dijon Duenas, Dylan Patrice Wiggins, Eddie Benjamin, Justin Drew Bieber, Michael Gordon, Tobias MacDonald Jesso Jr.                                                                                   | –                         |
| 1. August 2025 – 21. August 2025 3 Wochen (insgesamt 4) | 4                                        | Huntr/x feat. Ejae, Audrey Nuna & Rei Ami | Golden Kim Eun-jae, Mark Sonnenblick | –                         |

## Alben
| ← 2024 ← | Liste der Nummer-eins-Hits in Neuseeland | Liste der Nummer-eins-Hits in Neuseeland | Liste der Nummer-eins-Hits in Neuseeland   |                           |
| \| Zeitraum \| Wo. ges. \| Interpret \| Titel \| Zusätzliche Informationen \| \| (Zeitraum, Wochen auf Platz eins, Interpret, Titel, zusätzliche Informationen) \| \| \| \| \| \| ------------------------------------------------------------------------------ \| -------- \| ----------------- \| ------------------------------------------ \| ------------------------- \| \| 27. Dezember 2024 – 2. Januar 2025 1 Woche (insgesamt 16) \| 16 \| Michael Bublé \| Christmas \| – \| \| 3. Januar 2025 – 9. Januar 2025 1 Woche (insgesamt 16) \| 16 \| Sabrina Carpenter \| Short n’ Sweet \| – \| \| 10. Januar 2025 – 30. Januar 2025 3 Wochen (insgesamt 14) \| 14 \| SZA \| SOS \| – \| \| 31. Januar 2025 – 6. Februar 2025 1 Woche \| 1 \| Central Cee \| Can’t Rush Greatness \| – \| \| 7. Februar 2025 – 13. Februar 2025 1 Woche \| 1 \| The Weeknd \| Hurry Up Tomorrow \| – \| \| 14. Februar 2025 – 20. Februar 2025 1 Woche (insgesamt 4) \| 4 \| Kendrick Lamar \| GNX \| – \| \| 21. Februar 2025 – 27. Februar 2025 1 Woche (insgesamt 16) \| 16 \| Sabrina Carpenter \| Short n’ Sweet \| – \| \| 28. Februar 2025 – 13. März 2025 2 Wochen \| 2 \| Tate McRae \| So Close to What \| – \| \| 14. März 2025 – 20. März 2025 1 Woche \| 1 \| Lady Gaga \| Mayhem \| – \| \| 21. März 2025 – 27. März 2025 1 Woche \| 1 \| Playboi Carti \| Music \| – \| \| 28. März 2025 – 3. April 2025 1 Woche (insgesamt 16) \| 16 \| Sabrina Carpenter \| Short n’ Sweet \| – \| \| 4. April 2025 – 10. April 2025 1 Woche \| 1 \| Ariana Grande \| Eternal Sunshine \| – \| \| 11. April 2025 – 17. April 2025 1 Woche \| 1 \| Marlon Williams \| Te whare tīwekaweka \| – \| \| 18. April 2025 – 1. Mai 2025 2 Wochen (insgesamt 16) \| 16 \| Sabrina Carpenter \| Short n’ Sweet \| – \| \| 2. Mai 2025 – 8. Mai 2025 1 Woche \| 1 \| Gracie Abrams \| The Secret of Us \| – \| \| 9. Mai 2025 – 15. Mai 2025 1 Woche (insgesamt 2) \| 2 \| Ed Sheeran \| +−=÷× (Tour Collection) \| – \| \| 16. Mai 2025 – 22. Mai 2025 1 Woche \| 1 \| Sleep Token \| Even in Arcadia \| – \| \| 23. Mai 2025 – 5. Juni 2025 2 Wochen \| 2 \| Morgan Wallen \| I’m the Problem \| – \| \| 6. Juni 2025 – 12. Juni 2025 1 Woche (insgesamt 2) \| 2 \| Ed Sheeran \| +−=÷× (Tour Collection) \| – \| \| 13. Juni 2025 – 19. Juni 2025 1 Woche \| 1 \| Addison Rae \| Addison \| – \| \| 20. Juni 2025 – 26. Juni 2025 1 Woche (insgesamt 16) \| 16 \| Sabrina Carpenter \| Short n’ Sweet \| – \| \| 27. Juni 2025 – 3. Juli 2025 1 Woche \| 1 \| Benson Boone \| American Heart \| – \| \| 4. Juli 2025 – 10. Juli 2025 1 Woche \| 1 \| Lorde \| Virgin \| – \| \| 11. Juli 2025 – 17. Juli 2025 1 Woche (insgesamt 5) \| 5 \| (Soundtrack) \| KPop Demon Hunters (From the Netflix Film) \| – \| \| 18. Juli 2025 – 24. Juli 2025 1 Woche \| 1 \| Devilskin \| Re-Evolution \| – \| \| 25. Juli 2025 – 21. August 2025 4 Wochen (insgesamt 5) \| 5 \| (Soundtrack) \| KPop Demon Hunters (From the Netflix Film) \| – \| |                                          |                                          |                                            |                           |
| ← 2024 |                                          |                                          |                                            |                           |
| Zeitraum | Wo. ges.                                 | Interpret                                | Titel                                      | Zusätzliche Informationen |
| (Zeitraum, Wochen auf Platz eins, Interpret, Titel, zusätzliche Informationen) |                                          |                                          |                                            |                           |
| 27. Dezember 2024 – 2. Januar 2025 1 Woche (insgesamt 16) | 16                                       | Michael Bublé                            | Christmas                                  | –                         |
| 3. Januar 2025 – 9. Januar 2025 1 Woche (insgesamt 16) | 16                                       | Sabrina Carpenter                        | Short n’ Sweet                             | –                         |
| 10. Januar 2025 – 30. Januar 2025 3 Wochen (insgesamt 14) | 14                                       | SZA                                      | SOS                                        | –                         |
| 31. Januar 2025 – 6. Februar 2025 1 Woche | 1                                        | Central Cee                              | Can’t Rush Greatness                       | –                         |
| 7. Februar 2025 – 13. Februar 2025 1 Woche | 1                                        | The Weeknd                               | Hurry Up Tomorrow                          | –                         |
| 14. Februar 2025 – 20. Februar 2025 1 Woche (insgesamt 4) | 4                                        | Kendrick Lamar                           | GNX                                        | –                         |
| 21. Februar 2025 – 27. Februar 2025 1 Woche (insgesamt 16) | 16                                       | Sabrina Carpenter                        | Short n’ Sweet                             | –                         |
| 28. Februar 2025 – 13. März 2025 2 Wochen | 2                                        | Tate McRae                               | So Close to What                           | –                         |
| 14. März 2025 – 20. März 2025 1 Woche | 1                                        | Lady Gaga                                | Mayhem                                     | –                         |
| 21. März 2025 – 27. März 2025 1 Woche | 1                                        | Playboi Carti                            | Music                                      | –                         |
| 28. März 2025 – 3. April 2025 1 Woche (insgesamt 16) | 16                                       | Sabrina Carpenter                        | Short n’ Sweet                             | –                         |
| 4. April 2025 – 10. April 2025 1 Woche | 1                                        | Ariana Grande                            | Eternal Sunshine                           | –                         |
| 11. April 2025 – 17. April 2025 1 Woche | 1                                        | Marlon Williams                          | Te whare tīwekaweka                        | –                         |
| 18. April 2025 – 1. Mai 2025 2 Wochen (insgesamt 16) | 16                                       | Sabrina Carpenter                        | Short n’ Sweet                             | –                         |
| 2. Mai 2025 – 8. Mai 2025 1 Woche | 1                                        | Gracie Abrams                            | The Secret of Us                           | –                         |
| 9. Mai 2025 – 15. Mai 2025 1 Woche (insgesamt 2) | 2                                        | Ed Sheeran                               | +−=÷× (Tour Collection)                    | –                         |
| 16. Mai 2025 – 22. Mai 2025 1 Woche | 1                                        | Sleep Token                              | Even in Arcadia                            | –                         |
| 23. Mai 2025 – 5. Juni 2025 2 Wochen | 2                                        | Morgan Wallen                            | I’m the Problem                            | –                         |
| 6. Juni 2025 – 12. Juni 2025 1 Woche (insgesamt 2) | 2                                        | Ed Sheeran                               | +−=÷× (Tour Collection)                    | –                         |
| 13. Juni 2025 – 19. Juni 2025 1 Woche | 1                                        | Addison Rae                              | Addison                                    | –                         |
| 20. Juni 2025 – 26. Juni 2025 1 Woche (insgesamt 16) | 16                                       | Sabrina Carpenter                        | Short n’ Sweet                             | –                         |
| 27. Juni 2025 – 3. Juli 2025 1 Woche | 1                                        | Benson Boone                             | American Heart                             | –                         |
| 4. Juli 2025 – 10. Juli 2025 1 Woche | 1                                        | Lorde                                    | Virgin                                     | –                         |
| 11. Juli 2025 – 17. Juli 2025 1 Woche (insgesamt 5) | 5                                        | (Soundtrack)                             | KPop Demon Hunters (From the Netflix Film) | –                         |
| 18. Juli 2025 – 24. Juli 2025 1 Woche | 1                                        | Devilskin                                | Re-Evolution                               | –                         |
| 25. Juli 2025 – 21. August 2025 4 Wochen (insgesamt 5) | 5                                        | (Soundtrack)                             | KPop Demon Hunters (From the Netflix Film) | –                         |